# Mauritius fotbollsförbund
Mauritius fotbollsförbund, officiellt Mauritius Football Association, är ett specialidrottsförbund som organiserar fotbollen i Mauritius.
Förbundet grundades 1952 och gick med i Caf 1953. De anslöt sig till Fifa år 1964. Mauritius fotbollsförbund har sitt huvudkontor i staden Trianon.